# Il figlio naturale
Il figlio naturale, anche noto come Le prove della virtù, è un dramma borghese in cinque atti e in prosa di Diderot scritto nel 1757 e rappresentato per la prima volta nel 1757 presso la casa del duca di Ayen a Saint-Germain-en-Laye. È stato scritto da Diderot insieme a Il padre di famiglia (Le Père de famille) per illustrare i principi del dramma borghese, che lui aveva inventato.

## Genesi e storia editoriale
Questo dramma causò polemiche quando Fréron, dopo Palissot, accusò Diderot di aver plagiato Il vero amico di Goldoni. Lo stesso Goldoni contestò questo plagio nelle sue memorie. Il pezzo sembra anche ispirato a L'avaro e a Il misantropo di Molière con referenze al suo personaggio principale Alceste.
Quando questo pezzo venne pubblicato, Diderot lo precedette con un'epistola dedicatoria alla principessa di Nassau-Saarbruck (moglie del principe William Henry di Nassau-Saarbrücken, il quale provava a conciliare monarchia assoluta e principi dell'Illuminismo francese).

## Personaggi
- Lisimondo, padre di Dorval e Rosalie,
- Dorval, figlio naturale di Lisimondo, e amico di Clairville, fratello naturale di Rosalie,
- Rosalia, figlia di Lisimondo,
- Justine
- André, servo di Lisimondo,
- Carlo, servitore di Dorval,
- Clairville, amica di Dorval e amante di Rosalie,
- Costanza, giovane vedova, sorella di Clairville,
- Silvestro, servitore di Clairville,
- Altri servitori della casa di Clairville.

## Trama
Clairville chiede al suo amico Dorval, un giovane di origine sconosciuta ma ricco, bello, stimato e virtuoso, di perorare la sua causa presso Rosalia che adora. Quando lo fa, Rosalia dice a Dorval che è innamorata di lui. Accolto nella famiglia di Clairville, dove vive anche sua sorella vedova Costanza, Dorval è combattuto tra i suoi sentimenti per Rosalia e il suo rispetto per Clairville. Quando il padre di Rosalia, Lisimondo, arriva per benedire il matrimonio di Clairville e di sua figlia, riconosce che Dorval è suo figlio illegittimo. Rosalia e Dorval si rendono quindi conto che la natura del loro amore è familiare piuttosto che romantica. Rosalia poi si sposa con Clairville e Dorval con Costanza.
Uno dei temi più importanti del dramma è la riconoscenza dei figli dal padre e la consacrazione di una vera virtù opposta quella che è stata difesa dalla Chiesa e dalla religione tradizionale. Il dramma tratta di problematiche sociale e culturale importante nel Settecento francese, come il disprezzo che la società aveva verso qualcuno che non era nato nell'istituzione del matrimonio e quindi verso tutti i suoi discendenti.

## Interviste sul figlio naturale
Diderot scrisse Il Figlio naturale e Le Père de famille per sostenere la teoria del dramma borghese che aveva elaborato. Il testo della commedia è seguito da un testo teorico, in forma dialogica, intitolato Interviste sul figlio naturale.

## Un episodio del litigio con Rousseau
Il testo contiene questa frase che ha avvelenato i rapporti tra Diderot e Jean-Jacques Rousseau, che erano buoni amici prima della pubblicazione del dramma: "Solo i malvagi sono soli". Rousseau, che era il filosofo dell'uomo solitario, ha preso per sé questa critica indiretta. Ne parla nelle sue Confessioni.

### L'opera in generale
- Studi in "The Natural Son" e "Discussions of the Natural Son", Nicholas Cronk (ed. ), Oxford: Fondazione Voltaire, 2000.

### A proposito del plagio
- Manlio D. Brusnelli, Diderot e l'Italia : riflessioni sulla vita e la cultura italiana nel pensiero di Diderot . Parigi, Campione, 1925. In particolare le pagine p. 75-146.
- Pascale Pellerin, Diderot e la chiamata ai posteri : un certo rapporto di lavoro . In : Ricerca su Diderot e sull'Encyclopédie, n 35 .